# Oslavice
Oslavice település Csehországban, a Žďár nad Sázavou-i járásban. Oslavice Velké Meziříčí, Baliny, Osové, Oslavička és Rohy településekkel határos. Lakosainak száma 748 fő (2024. január 1.).

## Népesség
A település lakosságának változását az alábbi diagram mutatja:
| Lakosok száma | 312  | 386  | 576  | 526  | 493  | 580  | 690  | 696  | 693  | 748  |
|               | 1869 | 1890 | 1921 | 1950 | 1980 | 2001 | 2017 | 2019 | 2022 | 2024 |